# عاثية الأمعاء P2
عاثية الأمعاء P2 (بالإنجليزية: Enterobacteria phage P2)‏ هي عاثية من جنس الفيروسات الشبيهة-P2 من فصيلة الفيروسات العضلية ضمن رتبة الفيروسات الذنبية.